# Brougham River
Der Brougham River ist ein Fluss im Nordwesten des australischen Bundesstaates Tasmanien.

## Geografie

### Flusslauf
Der etwa 13 Kilometer lange Fluss entspringt an den Westhängen des Granite Tor in der Granite Tor Conservation Area, die nordwestlich an den Cradle-Mountain-Lake-St.-Clair-Nationalpark anschließt. Von dort fließt er nach Nordwesten und tritt in den Südteil des Lake Mackintosh ein, wo er in den Sophia River mündet.

### Durchflossene Stauseen
- Lake Mackintosh – 219 m[1]